# Сунгарийская операция (1929)
Сунгарийская операция — военная операция во время советско-китайскогой вооружённого конфликта на КВЖД, проводившаяся частями Особой Дальневосточной армии РККА и Дальневосточной военной флотилии 12 октября — 2 ноября 1929 года.
В октябре 1929 года В. К. Блюхер, командующий советской ОДВА, приказал уничтожить китайскую Сунгарийскую флотилию и разбить войска противника, сосредоточенные в районе Лахасусу.

## Лахасуская десантная операция

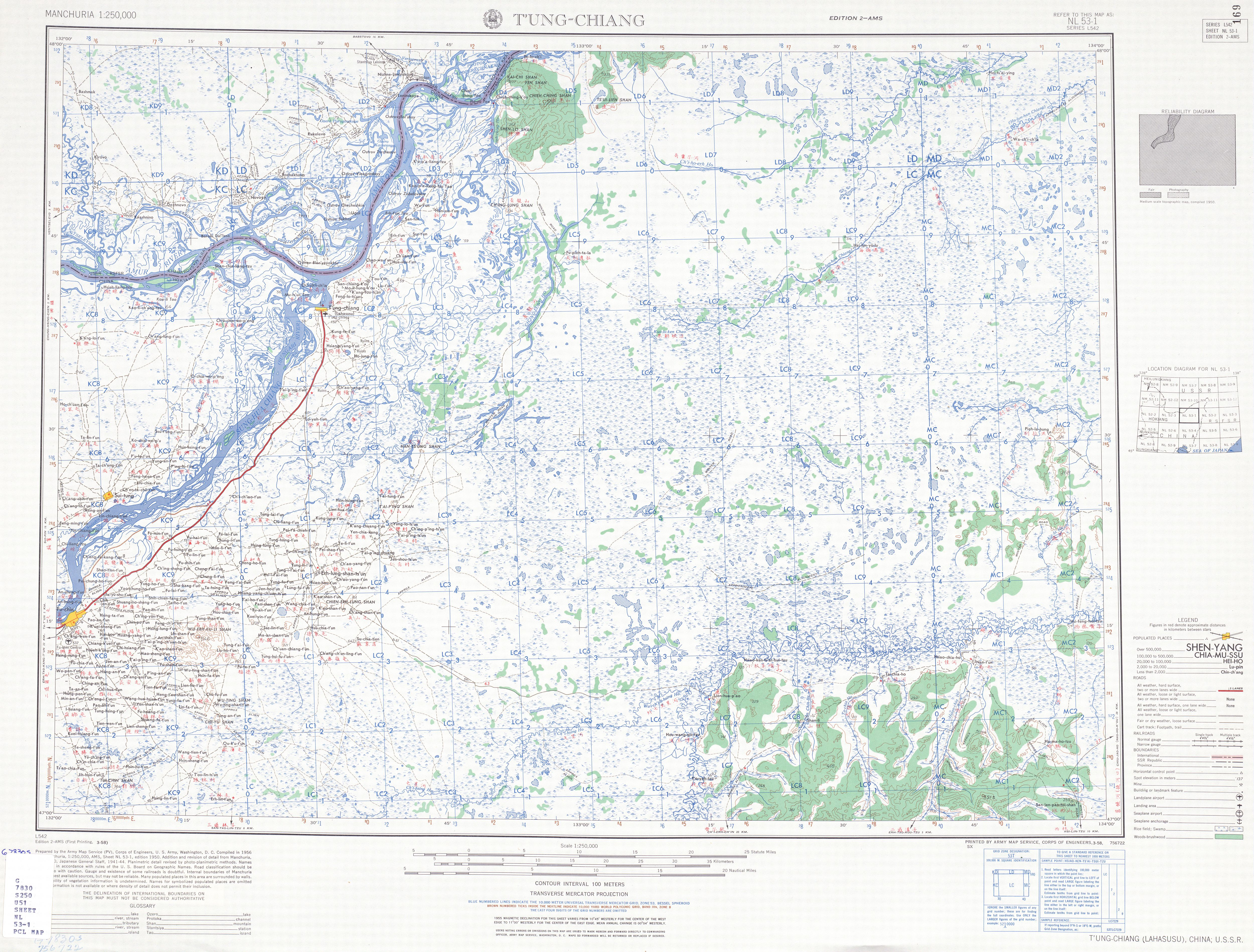
Район Сунгарийской операции

Целью операции было уничтожение китайской Сунгарийской флотилии, занятие укрепленного района Лахасусу, уничтожение оборонительных сооружений и захват материальной части китайских войск. К началу операции группировка противника (командующий — генерал Ли Ту), насчитывавшая 2200 человек, имела 2 артиллерийские батареи, 12 пулеметов и 10 бомбомётов. Сунгарийская флотилия (командующий — адмирал Шэнь Хунле) насчитывала 9 кораблей, в том числе крейсер и 3 канонерских лодки. Авиация отсутствовала.
Операция началась в 6 часов 12 октября с удара самолётов авиационной группы (15 самолетов Р-1 и 6 самолётов МР-1, командир – Э. М. Лухт)  по скоплениям войск и артиллерийским позициям противника. Через 2 минуты после авианалёта вступили в бой мониторы Дальневосточной военной флотилии (командующий — флагман 2-ранга Я. И. Озолин; 14 кораблей: 4 монитора типа «Шквал» — «Ленин», «Свердлов», «Сун-Ят-Сен» и «Красный Восток»; 3 канонерские лодки — «Пролетарий», «Красное знамя» и «Бурят»; 3 бронекатера — «Пика», «Копьё» и «Барс» и 4 тральщика — бывших буксирных парохода, которые огнём пушек подавили китайские береговые батареи. От совместных ударов мониторов и авиации китайская Сунгарийская флотилия потеряла 4 корабля и через 2 часа прекратила сопротивление. Остальные корабли отошли вверх по течению Сунгари к Фугдину.
После этого с кораблей Дальневосточной военной флотилии были высажены главные силы десанта, которые обошли Лахасусу с юга. При поддержке артиллерии красноармейцы 2-й стрелковой дивизии (комдив И. А. Онуфриев) к 13 часам овладели городом. Потери китайских войск составили до 200 убитых и 98 пленных. Была захвачены плавбаза «Дун-и», 4 баржи, 2 мотокатера, 12 орудий, 13 бомбомётов и 15 пулеметов. Потери советского десанта — 5 убитых и 24 раненых.
На следующий день части ОДВА, разрушив уцелевшие вражеские укрепления, вернулись на советскую территорию.

## Фугдинская десантная операция
После Лахасуской десантной операции В. К. Блюхер решил провести операцию в глубь по реке Сунгари. В оперативном приказе от 28 октября 1929 года он определил следующие цели Фугдинской десантной операции: уничтожить остатки Сунгарийской военной флотилии вместе с её базой в районе города Фугдин; разгромить сухопутные китайские гарнизоны по реке Сунгари от города Лахосусу до города Фугдин включительно. Чтобы предупредить бегство противника из Фугдина и отход его военных судов вверх по реке Сунгари, командующий приказал десантную операцию осуществить с максимальной быстротой. Для выполнения операции была назначена та же группа, что действовала в Лахасуской десантной операции.
К началу операции в районе и на подступах к Фугдину группировка китайских войск насчитывала в своем составе около 3000 пехотинцев, 500 кавалеристов, 700 дружинников и полицейских. На их вооружении находилось 8 орудий, 11 бомбометов и 15 пулемётов. Кроме того, к 30 октября к Фугдину должны были прибыть 2 кавалерийских полка. В городе также дислоцировались корабли Сунгарийской флотилии (командующий — адмирал Шэнь Хунле): крейсер «Кыан-Хен», вооружённые пароходы «Дзян-Най», «Дзян-Тунь», «Дзян-Ань» и транспорт «Ли-Чуань». В районе города авиации не было. Устье реки Сунгари было заминировано, а в 9 км от города установлено заграждение из затопленных пароходов и барж с металлическими переплетами-рогатками, выступающими над водой. Заграждение прикрывалось артиллерийским огнем с кораблей, стоящих на рейде, и батарей, расположенных на берегу.
28 и 29 октября советские тральщики протралили фарватер для прохода в устье реки Сунгари. Головной отряд в 5 часов 30 минут и транспортный отряд в 7 часов заняли исходное положение перед устьем р. Сунгари. С рассветом 30 октября тральщики снова протралили фарватер устья, за ними в установленном заранее походном ордере выдвинулась головная ударная группа, а затем — транспортный отряд.
После успешного перехода двумя мониторами переката, командующий группой  Я. И. Озолин принял решение приблизить место высадки десанта к установленному в 9 км от Фугдина заграждению. Проведённая бронекатером «Барс» рекогносцировка за заграждением определила удобное место для высадки десанта, выводящее десантные войска во фланг и тыл главной укрепленной позиции противника.
В 8 час 30 октября тральщики установили проход через заграждение. Противник оказал сильное сопротивление. До 11 час 25 мин продолжался бой монитора «Красный Восток» и двух канонерских лодок с батареями противника и осуществлялась артиллерийская поддержка высадки передового отряда с минного заградителя «Сильный». Авиаотряд сделал 17 самолёто-вылетов и потопил 2 вооруженных парохода и крейсер «Кыан-Хен», который затонул на рейде Фугдина. Высадка десантных войск завершилась к 17 час. В 18 час город был окружен. Утром 1 ноября Фугдин был занят десантными войсками почти без сопротивления.
С наступлением темноты вся группа сосредоточилась за заграждением и на следующий день, 2 ноября, вышла вниз по Сунгари и возвратилась в Хабаровск. Потери в ходе операции были минимальными: 3 убитых и 11 раненых, 2 самолёта.